# 弗朗西斯·沃尔·奥利弗
弗朗西斯·沃尔·奥利弗（英語：Francis Wall Oliver，1864年5月10日—1951年9月14日）是一位英国植物学家，伦敦大学学院裘恩植物学教授，1905年当选皇家学会会士，1925年获林奈奖章，其子傑弗里·奧利弗是一位英国皇家海军军官。